# Большой Колышлей
Большой Колышлей — река в России, протекает по Саратовской области. Устье реки находится в 555 км от устья реки Медведица по левому берегу. Длина реки составляет 54 км, площадь водосборного бассейна — 651 км².

## Притоки
(указано расстояние от устья)
- Ершовка (лв)
- 22 км: Елшанка (лв)[3]
- 27 км: Малый Колышлей (пр)
- 37 км: Крюковка (пр)

## Данные водного реестра
По данным государственного водного реестра России относится к Донскому бассейновому округу, водохозяйственный участок реки — Медведица от истока до впадения реки Терса, речной подбассейн реки — Дон между впадением Хопра и Северского Донца. Речной бассейн реки — Дон (российская часть бассейна).
Код объекта в государственном водном реестре — 05010300112107000008047.